# Zona de confort

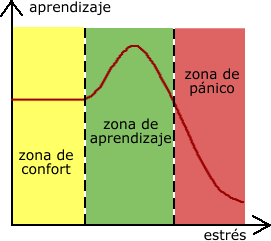
Relación entre aprendizaje y estrés

La zona de confort (del inglés comfort zone) es un estado psicológico, que puede estar asociado a un lugar, a un pensamiento o a una acción, en el cual la persona opera en una condición de "ansiedad neutral" y sin sentido del riesgo utilizando una serie de comportamientos para conseguir un nivel constante de rendimiento. En pocas palabras, consiste en realizar tareas, acciones y pensamientos con la misma rutina de siempre (White, 2009).
Esta zona, a priori placentera y que el individuo cree haber conquistado, puede que le limite, creando dependencia a ciertos lugares o rutinas, y no le permita conocer otros escenarios productivos para la vida.

## Gestión del aprendizaje
White (2009) se refiere a la "zona de rendimiento óptimo" o zona de aprendizaje, en la que el rendimiento puede mejorarse con cierta cantidad de estrés. Yerkes (1907) quien informó: "La ansiedad mejora el rendimiento hasta que se alcanza un cierto nivel óptimo de excitación. Más allá de ese punto, el rendimiento se deteriora a medida que se alcanzan niveles más altos de ansiedad." La ansiedad o el estrés en general pueden tener un efecto adverso en la toma de decisiones: se prueban menos alternativas, se recurre a la misma serie de comportamientos y se utilizan estrategias más familiares, incluso si ya no son útiles.
Más allá de la zona de aprendizaje, se encuentra la zona de pánico (o zona de peligro) en la que el rendimiento disminuye rápidamente bajo la influencia de una ansiedad mayor y no se produce ningún aprendizaje. El individuo tiene la sensación de estar frente a un reto excesivo e inabordable y puede entrar en un estado de bloqueo.

## En psicología
En psicología, la zona de confort designa un estado mental en el que el individuo permanece en una zona al finalizar sus logros según la psicóloga María Suárez "se trata de una zona en la cuál todos desean alcanzar". Esto puede causar dificultades psicológicas tales como apatía y, en casos graves, depresión, si bien esta última enfermedad no puede ser explicada simplemente por los síntomas relacionados con la zona de confort. 